# امریکن اسپریت (قایق دو دگلی)
امریکن اسپریت (قایق دو دگلی) (به انگلیسی: American Spirit (schooner)) یک کشتی است که طول آن ۶۵ فوت (۲۰ متر) می‌باشد. این کشتی در سال ۱۹۹۱ ساخته شد.